# Dejan Rusič
Dejan Rusič (ur. 5 grudnia 1982 w Brežicach) – słoweński piłkarz grający na pozycji napastnika, od 2011 roku występujący w azerskim klubie Xəzər Lenkoran. W reprezentacji Słowenii zadebiutował w 2006 roku. Do tej pory rozegrał w niej 4 mecze (stan na 13 stycznia 2012).